# 스와 신사 (나가사키시)

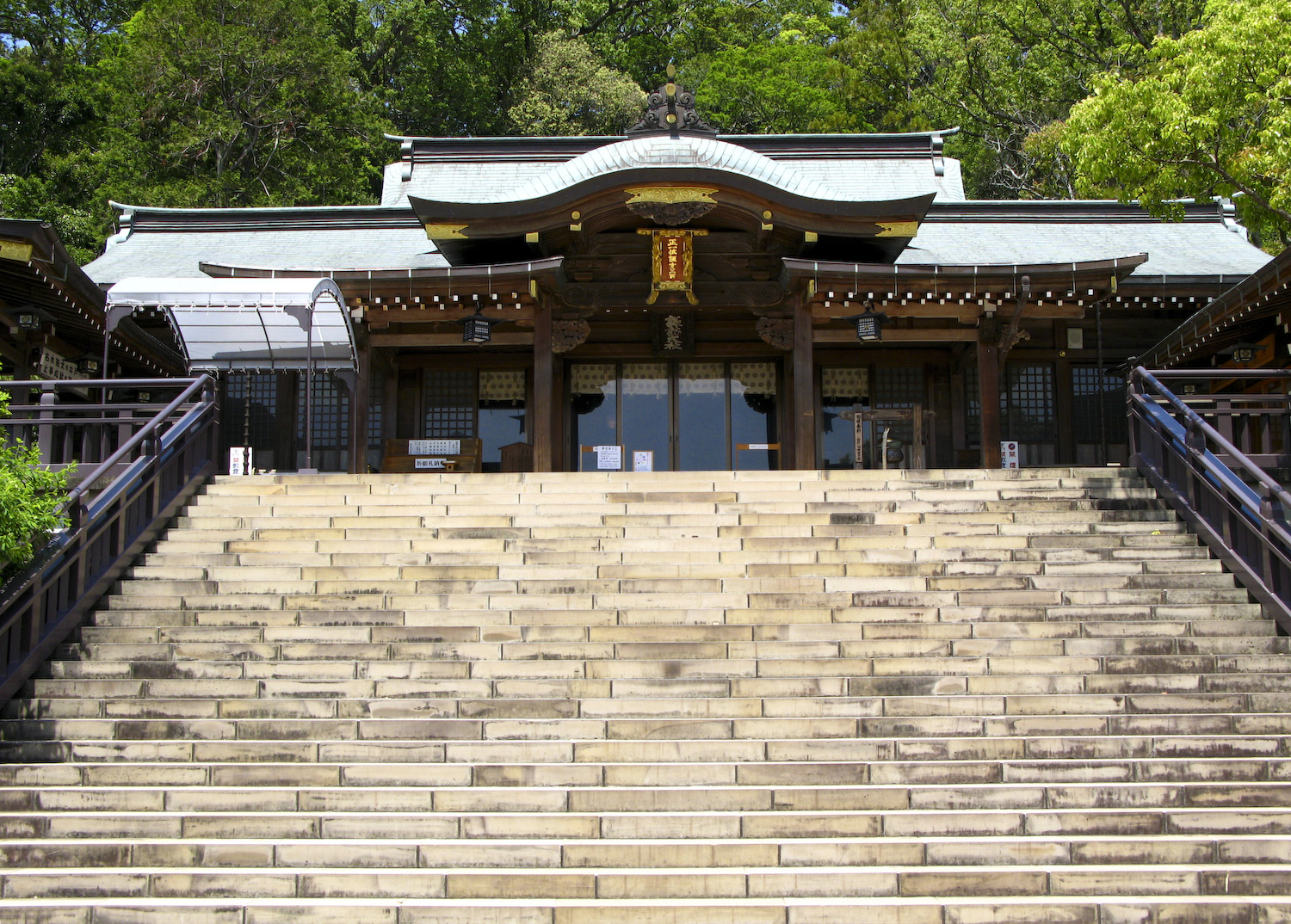
스와 신사

진제이 대사 스와 신사(鎮西大社諏訪神社)는 간단히 스와 신사(諏訪神社 스와진자[*])로 잘 알려진 일본 나가사키현 나가사키시에 있는 신사이다.
스와 신사는 1945년 8월 9일 나가사키 원자폭탄 투하에서 타격을 입지 않았으며, 스와 신사의 사제들은 나가사키의 재건에 적극적으로 참여했다.